# Um Cheon-ho
Um Cheon-ho (kor. 엄천호, ur. 25 lutego 1992 w Seulu) – południowokoreański łyżwiarz szybki, srebrny medalista mistrzostw świata.

## Kariera
Pierwszy raz na podium zawodów Pucharu Świata stanął 17 listopada 2018 roku w Obihiro, kończąc rywalizację w starcie masowym na trzeciej pozycji. W zawodach tych wyprzedzili go jedynie Włoch Andrea Giovannini i Holender Simon Schouten. W klasyfikacji końcowej startu masowego w sezonie 2018/2019 zwyciężył, wyprzedzając Belga Barta Swingsa i Rusłana Zacharowa z Rosji.
Na dystansowych mistrzostwach świata w Inzell w 2019 roku wywalczył srebrny medal. Rozdzielił tam na podium Joeya Mantię z USA i swego rodaka - Chung Jae-wona.